# Aristides de Sousa Mendes
Aristides de Sousa Mendes do Amaral e Abranches (19/7/1885 – 3/4/1954; phát âm tiếng Bồ Đào Nha: [ɐɾiʃˈtiðɨʒ ðɨ ˈsowzɐ ˈmẽdɨʃ]) là một nhà ngoại giao  người Bồ Đào Nha đã được Nhà nước Bồ Đào Nha trao tặng Huân chương Tự Do (Ordem da Liberdade) và Huân chương Chúa cứu thế (Ordem Militar de Cristo). Ông đã bỏ qua và bất chấp mệnh lệnh của chính phủ nước mình vì sự an toàn của những người tị nạn chiến tranh chạy trốn trước việc quân Đức xâm lược trong giai đoạn đầu của chiến tranh thế giới thứ hai. Từ ngày 16 đến ngày 23 tháng 6 năm 1940, ông đã "điên cuồng" cấp thị thực Bồ Đào Nha miễn phí cho trên 30.000 người tị nạn, trong đó có 12.000 người Do Thái.

## Mất danh dự và mất chức
Ông đã cứu mạng sống cho rất nhiều người nhưng phải đánh đổi bằng sự nghiệp bản thân. Thủ tướng Bồ Đào Nha Salazar đã mất niềm tin chính trị đối với Sousa Mendes, tước tư cách nhà ngoại giao của ông sau đó ra lệnh không được ai ở Bồ Đào Nha giúp đỡ ông.

## Phim ảnh
Sousa Mendes là chủ đề cho một số bộ phim truyện và phim tài liệu, có thể kể đến:
- Aristides de Sousa Mendes - O Cônsul de Bordéus (2011).
- Désobéir (Aristides de Sousa Mendes) (2008).
- Aristides de Sousa Mendes (2007).
- Aristides de Sousa Mendes - O Cônsul Injustiçado (1992).

## Những câu nói nổi tiếng
- Tôi sẽ không bỏ qua cho tội giết người. Vì thế tôi không tuân lệnh và sẽ tiếp tục không tuân lệnh Salazar.
- Tôi thà đứng về phía Chúa để chống lại con người còn hơn là đứng về phía con người chống lại Chúa.
- Nếu hàng ngàn người Do Thái chịu đau khổ vì một con quỷ phi Do Thái [Hitler], thì một người Cơ Đốc có thể chịu đau khổ với rất nhiều người Do Thái.[2][3]
- Tôi không thể hành động khác đi, vì thế tôi chấp nhận mọi thứ xảy đến với tôi, bằng sự can tâm.

## Những người nổi tiếng được Sousa Mendes cấp thị thực
- Otto von Habsburg, người thừa kế của Hoàng đế Áo-Hung, bị Hitler ghét cay ghét đắng và kết án tử hình.
- Salvador Dalí